# Contra Celsum

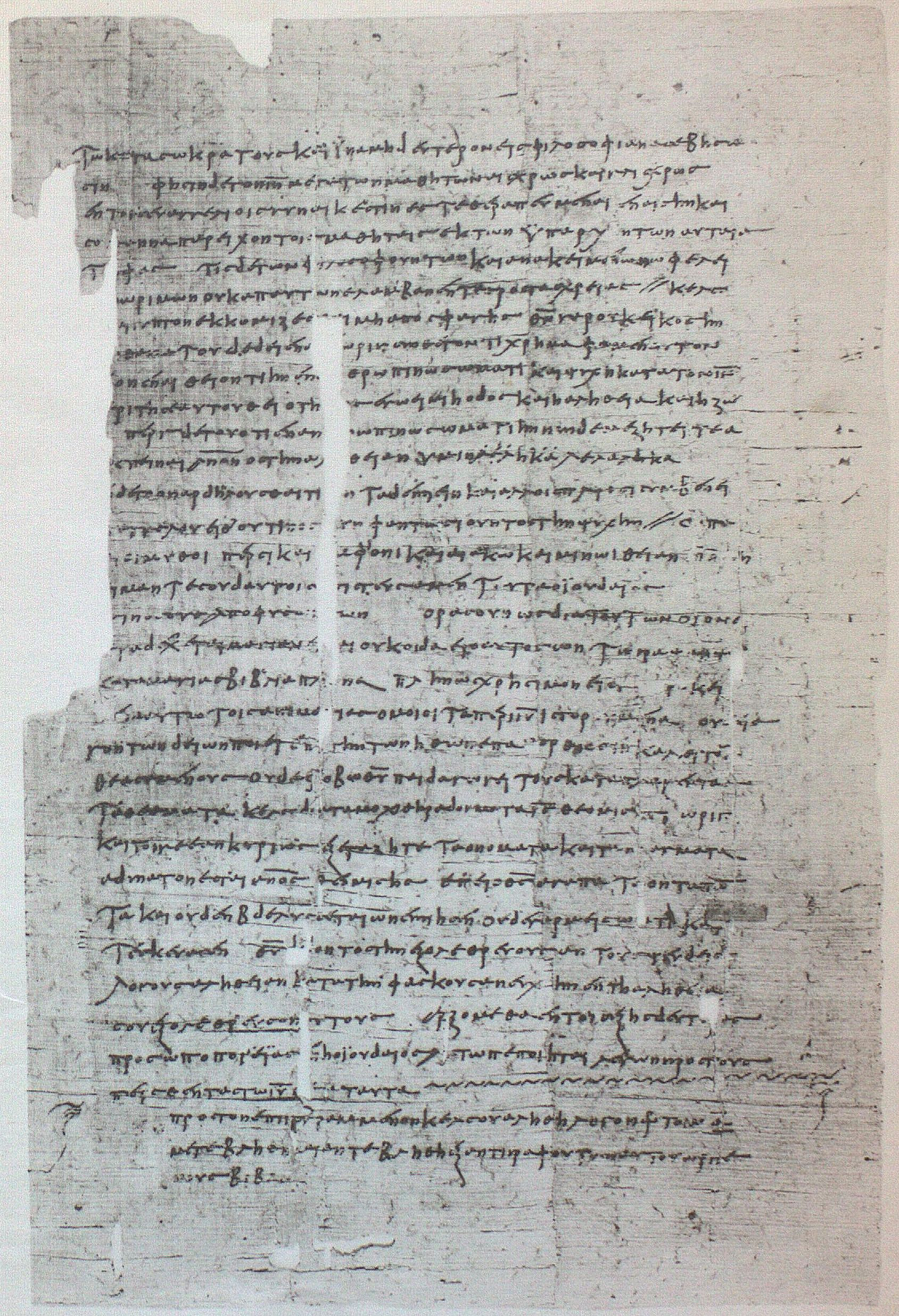
Ein Stück der ältesten Textüberlieferung von Contra Celsum im Papyrus Kairo, Ägyptisches Museum, JE 88747 (spätes 6. oder frühes 7. Jahrhundert), der Auszüge aus diesem Werk enthält; hier Seite 29

Gegen Kelsos (griechisch Κατὰ Κέλσου Katá Kélsou, lateinisch Contra Celsum) ist eine Streitschrift des Kirchenschriftstellers, christlichen Gelehrten und Theologen Origenes gegen die antichristlichen Thesen des Philosophen Kelsos (lateinisch Celsus). Die acht Bücher der Streitschrift wurden im Zeitraum zwischen 244 und 249 als Reaktion auf die erstmals differenzierende Polemik eines heidnischen Philosophen gegen das Christentum verfasst. Die Streitschrift des Kelsos gegen das Christentum mit dem Titel 'Aληθής λόγος Alēthḗs lógos (Wahre Lehre) ist wahrscheinlich um 178 in Alexandria entstanden. Ihr Text ist nur fragmentarisch durch die Zitate bei Origenes überliefert. Da Origenes einen Abschnitt nach dem anderen zitiert und zu widerlegen versucht, kann aus seiner Darstellung der Aufbau des Alethes logos ungefähr erschlossen werden. Zwar behauptet Origenes, auf alle Argumente des Gegners eingegangen zu sein, doch gehen die Meinungen der Forscher darüber, wie groß der von ihm überlieferte Textanteil ist, weit auseinander.

## Inhalt

### Vorwort

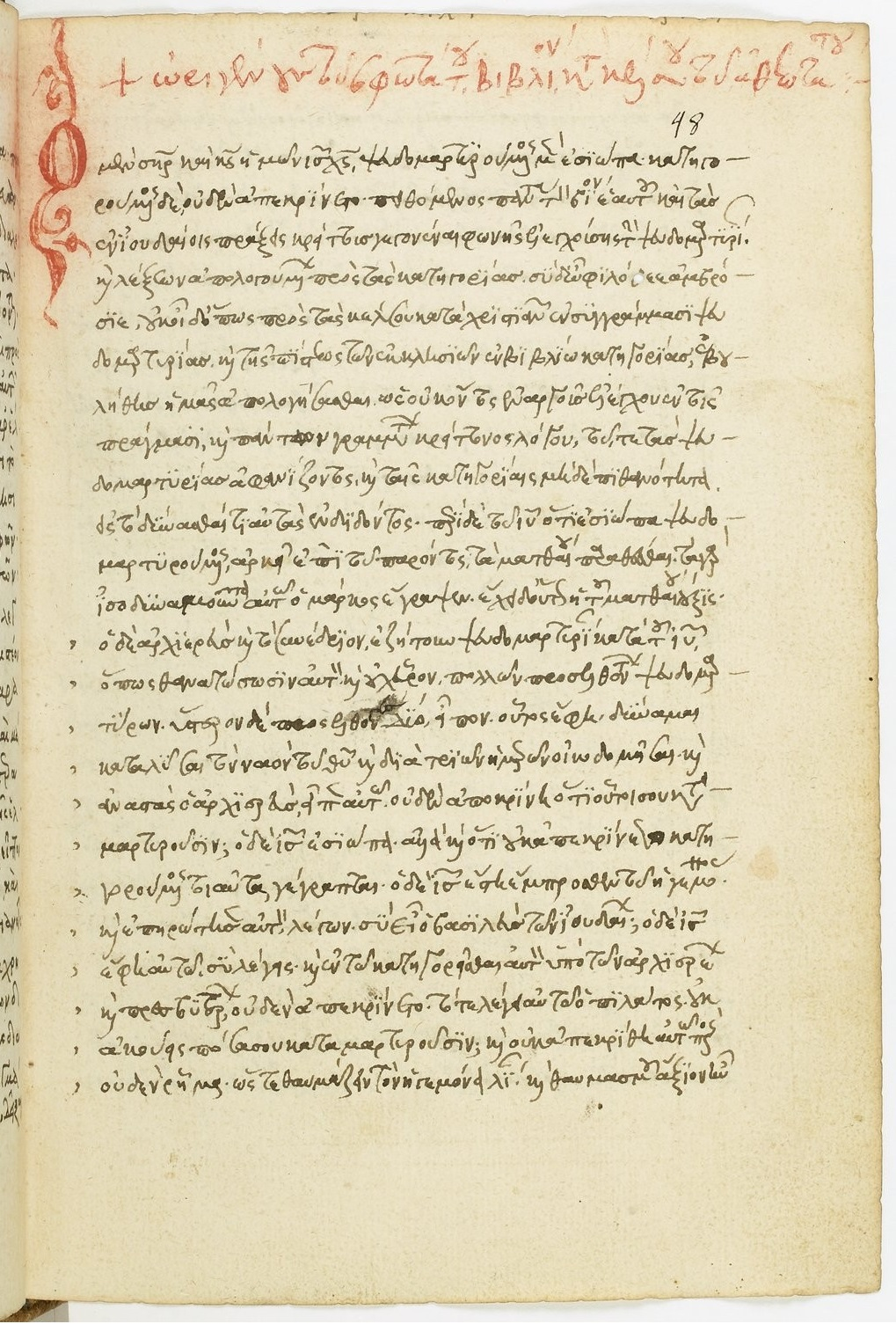
Der Anfang von Contra Celsum in der Handschrift Paris, Bibliothèque nationale de France, Gr. 945, fol. 48r (spätes 14. oder 15. Jahrhundert)

Im Vorwort wendet sich Origenes an seinen Freund Ambrosius, der ihn aufgefordert hat, diese Schrift zu verfassen. Er selbst meint, es wäre nicht notwendig, gegen die Thesen des Kelsos zu schreiben. Die heilige Schrift und Jesus würden für sich selbst sprechen. Und Jesus habe ja auch geschwiegen, als er mit falschen Vorwürfen konfrontiert wurde. 
„Trotzdem aber habe ich, um nicht den Schein zu erwecken, als zögerte ich, deinem Auftrage zu entsprechen, nach meinem Vermögen den Versuch gemacht, jeder der von Kelsos aufgestellten Behauptungen, die keinen Gläubigen in seiner Überzeugung wankend machen können, eine nach meiner Meinung geeignete Widerlegung entgegenzusetzen.“
Origenes richtet seine Schrift nicht nur an gläubige Christen, sondern an jeden Interessierten. Er schreibt: „Der künftige Leser unserer Erwiderung auf die Schrift des Kelsos soll nämlich sofort auf sie stoßen und daraus ersehen, dass das vorliegende Buch nicht für vollkommen Gläubige geschrieben ist, sondern für solche, die mit dem Glauben an Christus entweder ganz unbekannt oder, wie der Apostel sich ausdrückt, im Glauben noch schwach sind.“

### Vorwürfe
Zu den Vorwürfen, die Kelsos gegen das Christentum vorbringt, gehören nach Origenes folgende:
- Die Christen würden illegalen Vereinigungen angehören. Origenes meint, das sei zwar richtig, aber aufgrund der politischen Lage nicht anders zu machen: „Es ist also nicht unvernünftig, Verbindungen im Gegensatz zu den gesetzlichen Ordnungen zu schließen ... so bekämpften der römische Senat, die jedesmaligen Kaiser, die Truppen, die Gemeinden, ja [sogar] die Verwandten der Gläubigen selbst die christliche Lehre ...“ Die Kirche könne nur im Untergrund überleben.

- Die Lehre der Christen sei von ihrem Ursprung her barbarisch. Origenes meint, sie sei göttlich, nicht barbarisch. Des Weiteren entgegnet Origenes, dass auch die griechischen Philosophen Gedanken und Ideen der Juden und der jüdischen Religion übernommen hätten. So nennt er den Pythagoreer Numenios – „Ja, er trägt kein Bedenken, in seiner Schrift auch die Aussprüche der Propheten zu verwenden und bildlich zu deuten.“ Auch soll Pythagoras seine Philosophie von den Juden erhalten haben. Auch würden viele Schriften bezeugen, dass die Juden keine „Barbaren“ seien.

- Die Lehre der Christen sei eine Geheimlehre. Origenes antwortet, das sei Unsinn, da die Lehre weit verbreitet sei. Er schreibt: „... kennt doch fast die ganze Welt die Predigt der Christen besser als die Ansichten der Philosophen.“ Und – auch die griechischen Philosophen würden esoterische und exoterische Lehren verbreiten.

- Unter Druck würden Christen ihre Religion verleumden. Anhänger einer wahren Religion würden das nicht tun. Origenes antwortet, dass Kelsos ein Heuchler sei. In anderen Schriften habe er sich als Epikureer, als Genussmensch zu erkennen gegeben. Aber mit einem solchen Geständnis wäre er als religiöser Philosoph von seinen Lesern nie ernst genommen worden. „Der Anhänger einer trefflichen Lehre dürfe, auch wenn er ihretwegen bei den Menschen Gefahr laufen würde, von ihr nicht abfallen oder vorgeben, er sei von ihr abgefallen, oder auch sie verleugnen", und tut nun selbst das gerade Gegenteil davon. Er wusste nämlich, dass er mit seiner Beschuldigung von Leuten, die irgendeine Art Vorsehung und göttliche Weltregierung annehmen, keinen Glauben finden würde, wenn er sich offen als Epikureer erklärte.“

- Christen würden nach dem Grundsatz leben: „Prüfe nicht, sondern glaube!“ Origenes meint, das treffe doch auf alles und auf jede Religion und Philosophie zu. Die wenigsten hätten die Zeit, Kraft und Muße, sich in eine Sache einzuarbeiten. Sie würden ihren Lehrern folgen, ohne zu prüfen. Auch die Anhänger der griechischen Philosophen würden das tun. Und der christliche Glaube hätte viel Gutes bewirkt. „Wir fragen hinsichtlich der Menge der Gläubigen, die sich von der großen Flut des Lasters, in der sie früher sich wälzten, frei gemacht haben, ob es für sie besser ist, dass sie, ohne die Vernunft zu befragen, geglaubt und ihr sittliches Leben in Ordnung gebracht, und wegen ihres Glaubens, dass die Sünden bestraft, die guten Werke aber belohnt werden, geistlichen Nutzen erfahren haben, oder dass ihre mit einfachem Glauben verbundene sittliche Besserung nicht eher anerkannt wird, als bis sie die Glaubenslehren gründlich geprüft hätten?“ Des Weiteren würde jeder Mensch an etwas glauben.

- Viele Christen stellten den Satz auf: „Ein Übel ist die Weisheit im Leben, ein Gut aber die Torheit.“ Origenes meint dazu, dass niemand so etwas behauptet habe. Paulus habe gesagt: „Wenn jemand unter euch sich weise zu sein dünkt, der werde erst in dieser Welt ein Tor, um weise zu werden. Denn die Weisheit dieser Welt ist Torheit bei Gott“.

- Moses habe seine Lehren von anderen Völkern übernommen. Das sei zwar richtig, meint Origenes, aber was sei daran verwerflich? Andere Hochkulturen hätten das auch getan.

- Es sei plumper Trug zu behaupten, es gebe nur einen Gott. Origenes meint, Kelsos könne genauso wenig beweisen, dass es mehrere Götter gebe. „... Aber er wird nicht imstande sein, diese Phantasiegebilde der Griechen, die scheinbar körperlich gestaltet sind, nach ihren Handlungen als wirkliche Götter zu erweisen.“

- Jesus sei von niedriger Geburt gewesen. Egal, entgegnete Origenes, „er hat es vermocht, die ganze von Menschen bewohnte Erde in höherem Grade in Bewegung zu setzen, nicht bloß als der Athener Themistokles, sondern auch als Pythagoras und Platon und einige andere Weisen oder Könige oder Feldherren irgendeines Landes der Erde.“

## Ausgaben
- Origen: Contra Celsum hrsg. von Henry Chadwick. Cambridge University Press, Cambridge 1953 (und öfter), ISBN 0521295769 (englische Übersetzung mit ausführlicher Einleitung und Anmerkungen)
- Origène: Contre Celse, hrsg. von Marcel Borret, 5 Bände, Paris 1967–1976 (griechischer Text der Schrift des Origenes mit französischer Übersetzung)
- Origenes: Contra Celsum libri VIII, hrsg. von Miroslav Marcovich, Brill, Leiden 2001, ISBN 90-04-11976-0
- Origenes: Contra Celsum – Gegen Celsus (= Fontes Christiani 50). Eingeleitet und kommentiert von Michael Fiedrowicz, übersetzt von Claudia Barthold. Herder, Freiburg i. Br. u. a. 2011/2012 (griechisch-deutsch, in drei Teilbänden)